# Broadway Limited (Boardwalk Empire)
"Broadway Limited" es el tercer episodio de la serie de HBO Boardwalk Empire. El episodio fue transmitido el 3 de octubre de 2010. Fue escrito por Margaret Nagle y dirigido por Tim Van Patten. El episodio retoma la situación del sobreviviente del tiroteo del bosque a quien el Agente Van Alden necesita interrogar para conseguir información, Nucky, Jimmy y Eli necesitan que muera antes de que revele algo a los federales.

## Trama
El episodio comienza en un hospital donde está el sobreviviente de los tiroteos del bosque. Nucky y Jimmy llegar para ver que está sucediendo con el paciente. Nucky le dice a Eli que haga lo posible por impedir que el sujeto hable. Más tarde Nucky va a ver a Chalky White y terminan haciendo un trato.
Mientras tanto, Margaret está en casa con sus hijos cuando llega un hombre de parte de Nucky ofreciéndole un empleo. Se trata de un trabajo en la tienda de topa "Belle Femme". Más tarde en la tienda, llega un cliente, es Lucky, que destrata a Margaret mientras trata de hacer su trabajo.
De vuelta en el hospital, Eli intenta asfixiar al hombre pero es interrumpido por Van Alden que está ahí para averiguar quien le disparó. Eli le dice que traiga una orden. Van Alden vuelve más tarde y se lleva al hombre con él. Desesperados, Van Alden y su compañero buscan un doctor y terminan en un dentista, quien reanima al moribundo. El paciente rehúsa cooperar con ellos e insulta a Van Alden en yiddish. Van Alden presiona la herida de la víctima obligándolo a hablar y nombrar a Jimmy.
En Nueva York, Rothstein le dice a Lucky Luciano que el sobrino de su cuñada sobrevivió a ataque en el bosque, por un tiempo. Le dice a Luciano que encuentre a Jimmy y que averigüe quién fue el segundo tirador.
Jimmy camina por el paseo marítimo junto a su hijo Tommy y entran a la tienda de fotos. Una vez dentro Jimmy revela que estuvo en la guerra, mientras Robert Dittrich y su esposa Mary, dueños del local, se hicieron amigos de Angela y Tommy. Más tarde, Jimmy va a ver a Nucky. Nucky y Eli le ordenan abandonar Atlantic City, ya que los federales están tras él. Jimmy empaca, deja a su esposa y toma un tren hacia Chicago.
Mickey Doyle, tras ser liberado de prisión, se dirige a ver a los hermanos D'Alessio y les dice que Nucky abandonó su operación. Mientras que los hermanos le recuerdan con animosidad el dinero que les debe.
Chalky sale y se dirige hacia su automóvil y ve la frase "Liquor Kills" (el alcohol mata) marcada en la puerta. Entonces mira hacia arriba y ve a uno de sus hombres, ya sin vida, colgando de una soga. Nucky y Eli llegan para ver a Chalky. Nucky no quiere una guerra racial en el año electoral y le dice a Chalky que debe mentir acerca de la muerte del muchacho.

## Recibimiento

### Crítica
Phil Pirrello de IGN le dio al episodio una crítica positiva con un puntaje de 8/10. Dijo: ""Limited" termina con Nucky forzando a Jimmy a abandonar la ciudad, y nos sorprende que esto suceda en el tercer episodio en vez de al final de la temporada. Los primeros tres episodios tienen un montón de trama con Nucky-Jimmy, pero está bien, mandar a Jimmy a Chicago como gánster junto a Capone es algo bueno. Complicará las cosas a Nucky más que Luciano a Rothstein. Y más drama relacionado con Nucky nunca es algo malo". Sobre el personaje de Shannon dijo: "Van Alden es uno de los pocos personajes que usan la violencia como último recurso, interroga al testigo introduciendo su mano dentro de la herida de escopeta del hombre. Por más poderosos y amenazadores que sean los hombres como Nucky, Van Alden aparece como la única amenaza verdaderamente amenazadora; un agente federal que puede usar tanto la Biblia como la ley para justificar sus acciones. Shannon se luce en esta escena que es seguida por una tranquila cena en su casa con su esposa, que habla poco pero dice mucho acerca de cuan complejo e impredecible es Van Alden". Joseph Oliveto de ScreenCrave también le dio 8/10 y dijo: "Las cosas se están calentando: los dos episodios anteriores de la serie tuvieron excelentes actuaciones pero no mucho desarrollo de la trama. Afortunadamente, ahora estamos agarrando ritmo. Los personajes están enfrentando verdaderas amenazas, de las autoridades o de otros criminales. Cualquier drama de gánsteres necesita una constante atomósfera de peligro, y ahora la tenemos".

### Índice de audiencia
La audiencia del tercer episodio fue estable. Entre los adultos entre 18-49 el índice fue desde 0,1 hasta 1,4 y una vez más se llegó a más de 3,4 millones de telespectadores en su primera transmisión.